# Blachia umbellata
Blachia umbellata là một loài thực vật có hoa trong họ Đại kích. Loài này được (Willd.) Baill. mô tả khoa học đầu tiên năm 1858.